# الجفاف والمجاعات في روسيا والاتحاد السوفياتي
كانت المجاعات ومواسم الجفاف سمة شائعة عبر تاريخ روسيا، وغالبًا ما أدت إلى أزمات إنسانية تعود أسبابها إلى عدم الاستقرار السياسي أو الاقتصادي والسياسات الهزيلة والقضايا البيئية والحروب. وقعت المجاعات ومواسم الجفاف في روسيا بشكل منتظم تقريبًا، فحدثت المجاعات مثلًا كل 10 أو 13 سنة، بينما حصل الجفاف كل 5 إلى 7 سنوات. يفرّق غولوبيف ودرونين بين ثلاثة أنواع للجفاف بناءً على المناطق الإنتاجية المُعرضة للجفاف: المنطقة المركزية (حوض الفولغا وشمال القوقاز وإقليم شيرنوزيم الأوسط) والمنطقة الجنوبية (منطقتا الفولغا والفولغا فياتكا، وإقليم الأورال وأوكرانيا) والمنطقة الشرقية (السهوب وأحزمة السهوب والغابات في القسمين الغربي والشرقي من سيبيريا، بالإضافة إلى كازاخستان).

## المجاعات والجفاف قبل العام 1900
في القرن السابع عشر، شهدت روسيا مجاعة بين عامي 1601 و1603، واعتقد قسم من الناس أنها أسوأ مجاعة تصيب روسيا، لأنها أدت إلى وفاة مليوني شخص –أي ثلث سكان روسيا (بينما توفي 5 ملايين شخص تقريبًا في المجاعة التي وقعت بين عامي 1920 و1922). كانت المجاعة العظمى بين عامي 1315 و1317 إحدى المجاعات الكبرى التي تصيب روسيا، وأثرت حينها على قسم كبير من أوروبا يشمل أيضًا روسيا ودول البلطيق. ذُكر في وقائع نيكون، وهو سجل زمني كُتب بين العامين 1127 و1303، ما لا يقل عن 11 سنة من المجاعة خلال تلك الفترة. كانت المجاعة التي وقعت بين عامي 1891 و1892 إحدى الأزمات الخطيرة جدًا التي شهدتها روسيا، فتوفي حينها نحو 375 ألف وحتى 500 ألف شخص، أغلبهم جراء أمراض مرافقة للمجاعة. تتنوع الأسباب المؤدية للمجاعات، كالجفاف الخريفي الذي يؤدي إلى فشل المحاصيل، وفشل مساعي الحكومة الهادفة إلى تخفيف حدة الوضع، ما ساهم في انخفاض ثقة الشعب بالنظام القيصري، وأدى لاحقًا إلى انعدام الاستقرار السياسي.

## قائمة بالمجاعات ومواسم الجفاف عقب العام 1900
يقدّم تقرير غولوبيف ودرونين لائحة بمواسم الجفاف الكبرى التي ضربت روسيا بين عامي 1900 و2000 وفقًا للتقسيمات الجغرافية الثلاث:
- المنطقة المركزية: 1920، 1924، 1936، 1946، 1972، 1981، 1984.
- المنطقة الجنوبية: 1901، 1906، 1921، 1939، 1948، 1951، 1957، 1975، 1995.
- المنطقة الشرقية: 1991، 1931، 1963، 1965، 1991.

## العقد الأول من القرن العشرين
سبب فشل ثورة عام 1905 –على الأرجح– فساد الإنتاج، وأدى إلى حجز الأغذية المتاحة.

## العقد الثاني من القرن العشرين

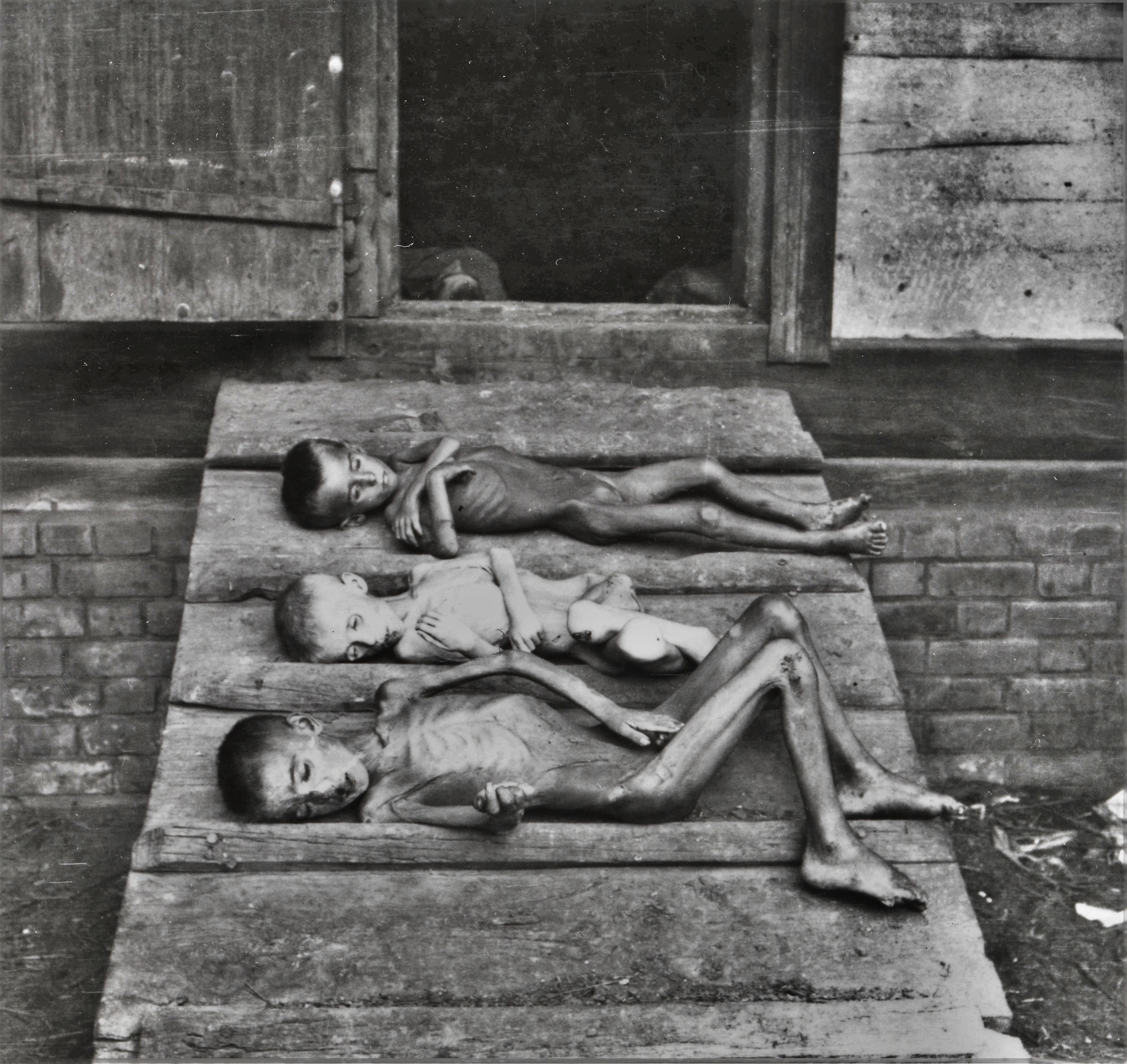
أطفال فارقوا الحياة جراء التضور جوعًا عام 1921

خلال الثورة الروسية والحرب الأهلية التي تلتها، انخفض الإنتاج الزراعي الكلي. ففي عام 1920، بلغ حصاد الحبوب 46.1 مليون طن مقارنة بما كان عليه عام 1913، والذي بلغ عندها 80.1 مليون طن. بحلول العام 1926، عاد الرقم إلى المستويات التي وصل إليها قبل الحرب، فقدر وقتها بـ 76.8 مليون طن من الحبوب.

## عشرينيات القرن العشرين
شهدت أوائل عشرينيات القرن الماضي سلسلة من المجاعات. وقعت المجاعة الأولى في الاتحاد السوفياتي بين عامي 1921 و1923، وجذبت اهتمامًا عالميًا واسع النطاق. كانت أكثر المناطق تأثرًا هي المناطق الجنوبية الشرقية من روسيا الأوروبية (من بينها إقليم الفولغا، وتحديدًا جمهوريات إديل–أورال) وأوكرانيا. يُقدر عدد الأشخاص المتأثرين بالمجاعة بـ 16 مليون، بينما توفي نحو 5 مليون. كُرّم فريتيوف نانسين بجائزة نوبل للسلام عام 1922 جراء عمله بمنصب المفوض الأعلى للإغاثة في روسيا. ساهمت منظمات أخرى في محاربة المجاعة السوفياتية، من بينها الاتحاد الدولي لإنقاذ الطفولة واللجنة الدولية للصليب الأحمر.
حين تفشت المجاعة الروسية عام 1921، بدأ مدير الإدارة الأمريكية للإغاثة في أوروبا، المدعو والتر ليمان براون، مفاوضات مع مبعوث المجلس الشعبي السوفياتي للعلاقات الدولية، ماكسيم ليتفينوف، في ريغا بلاتفيا. توصل الطرفان لاتفاقية في الحادي والعشرين من شهر أغسطس عام 1921، ووقع براون ومبعوث المجلس الشعبي للتجارة الخارجية ليونيد كراسين اتفاقية تنفيذية إضافية في الثلاثين من شهر ديسمبر عام 1921. خصص الكونغرس الأمريكي 20 مليون دولار للإغاثة بناءً على قرار إغاثة المجاعة الروسية الصادر في أواخر العام 1921.